# Leichtathletik-Europameisterschaften 1969/20 km Gehen der Männer

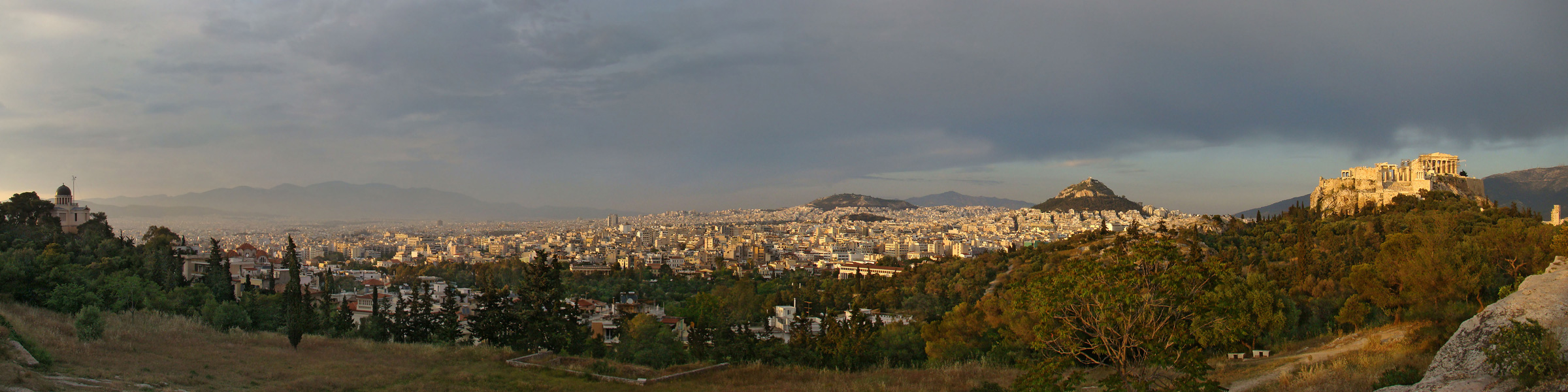
Blick vom Philopapposhügel auf Athen

Das 20-km-Gehen der Männer bei den Leichtathletik-Europameisterschaften 1969 wurde am 16. September 1969 in den Straßen Athens ausgetragen.
Europameister wurde der britische Olympiazweite von 1964 im 50-km-Gehen Paul Nihill, voller Name: Vincent Paul Nihill. Er gewann vor dem Rumänen Leonida Caraiosifoglu. Bronze ging an den sowjetischen Olympiadritten von 1968 Nikolai Smaga.

## Bestehende Rekorde/Bestleistungen
Anmerkung:

Rekorde wurden damals im Marathonlauf und Straßengehen wegen der unterschiedlichen Streckenbeschaffenheiten mit Ausnahme von Meisterschaftsrekorden nicht geführt.
| Weltbestzeit   | 1:25:22 h   | Gennadi Agapow | Leningrad, Sowjetunion (heute St. Petersburg, Russland) | 21. Juli 1968   |
| Europabestzeit | 1:25:22 h   | Gennadi Agapow | Leningrad, Sowjetunion (heute St. Petersburg, Russland) | 21. Juli 1968   |
| EM-Rekord      | 1:29:25,0 h | Dieter Lindner | EM Budapest, Ungarn                                     | 30. August 1966 |

Der bestehende EM-Rekord wurde bei diesen Europameisterschaften nicht erreicht. Die Siegerzeit des britischen Europameisters Paul Nihill von 1:30:41,0 h lag um 1:14 min über diesem Rekord. Zur Welt- und Europabestzeit fehlten 5:19 min.

## Ergebnis

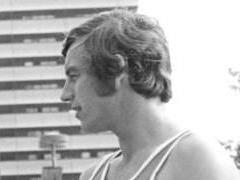
Hans-Georg Reimann belegte Rang fünf

16. September 1969, 20:20 Uhr
| Platz | Name                  | Nation           | Zeit (h)  |
| ----- | --------------------- | ---------------- | --------- |
| 1     | Paul Nihill           | Großbritannien   | 1:30:41,0 |
| 2     | Leonida Caraiosifoglu | Rumänien         | 1:31:06,4 |
| 3     | Nikolai Smaga         | Sowjetunion      | 1:31:20,2 |
| 4     | Gerhard Sperling      | DDR              | 1:32:04,0 |
| 5     | Hans-Georg Reimann    | DDR              | 1:33:04,0 |
| 6     | Abdon Pamich          | Italien          | 1:34:15,0 |
| 7     | Borys Jakowlew        | Sowjetunion      | 1:35:19,0 |
| 8     | John Webb             | Großbritannien   | 1:35:51,0 |
| 9     | Stefan Ingvarsson     | Schweden         | 1:36:26,8 |
| 10    | Pasquale Busca        | Italien          | 1:37:11,0 |
| 11    | Victor Schuch         | Rumänien         | 1:37:42,0 |
| 12    | Gabriele Nigro        | Italien          | 1:38:15,0 |
| 13    | Peter Fullager        | Großbritannien   | 1:38:24,0 |
| 14    | Vasile Ilie           | Rumänien         | 1:43:23,0 |
| 15    | János Dalmati         | Ungarn           | 1:43:53,8 |
| 16    | Kjell Lund            | Schweden         | 1:45:22,4 |
| 17    | Edmund Paziewski      | Polen            | 1:46:45,8 |
| 18    | Helge Abrahamsen      | Norwegen         | 1:47:37,4 |
| 19    | Robert Rinchard       | Belgien          | 1:50:25,6 |
| DSQ   | Charles Sowa          | Luxemburg        |           |
| DSQ   | Gennadi Agapow        | Sowjetunion      |           |
| DNS   | Antal Kiss            | Ungarn           |           |
| DNS   | Paavo Pohjolainen     | Finnland         |           |
| DNS   | Alexandr Bílek        | Tschechoslowakei |           |
| DNS   | Janew                 | Bulgarien        |           |

## Videolinks
- EUROPEAN ATHLETICS 1969 ATHENS WALK 20 KM NIHILL, youtube.com, abgerufen am 22. Juli 2022
- European Athletics Finals (1969), Bereiche: 0:00 min bis 0:06 min / 1:07 min bis 1:16 min, youtube.com, abgerufen am 22. Juli 2022